# Ski acrobatique aux Jeux olympiques de 2014
Navigation
Vancouver 2010 Pyeongchang 2018
Les dix épreuves de ski acrobatique aux Jeux olympiques d'hiver de 2014 ont lieu du 6 au 21 février 2014 au parc extrême Rosa Khutor à Krasnaïa Poliana en Russie.
En avril 2011, le Comité international olympique approuve l'ajout du half-pipe chez les hommes et chez les femmes. En juillet 2011, le slopestyle est également ajouté au programme olympique pour les hommes comme les femmes, ce qui fait un total de quatre nouvelles épreuves qui apparaissent dans le programme de ski acrobatique.

## Calendrier des compétitions

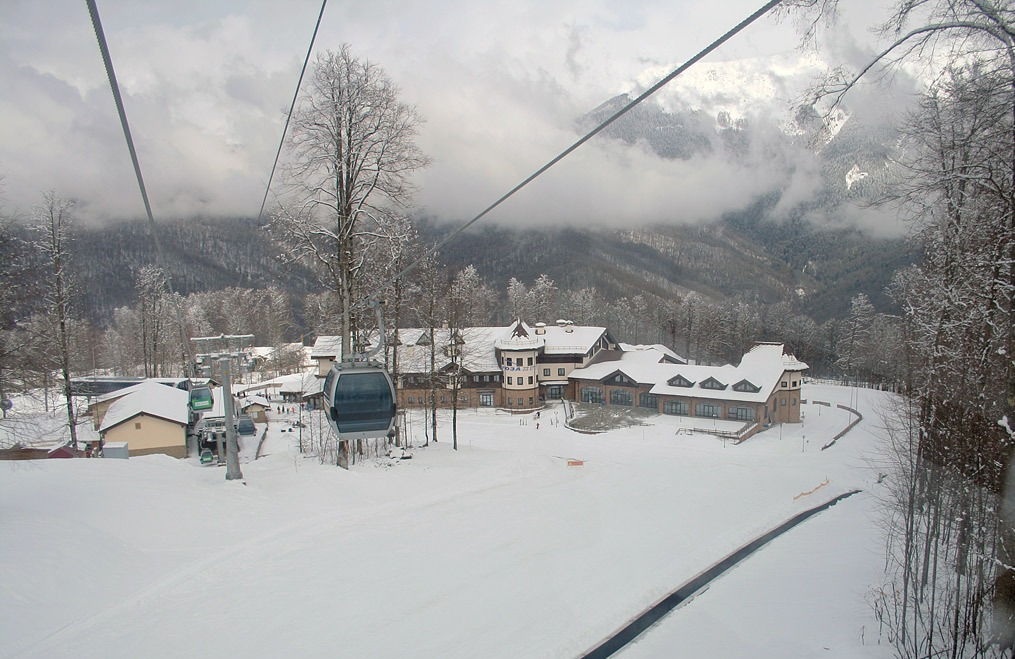
Le site olympique pour le ski acrobatique, la station Rosa Khutor.

Le tableau ci-dessous montre le calendrier des dix épreuves de ski acrobatique.
| Calendrier des épreuves de ski acrobatique | Calendrier des épreuves de ski acrobatique | Calendrier des épreuves de ski acrobatique | Calendrier des épreuves de ski acrobatique | Calendrier des épreuves de ski acrobatique | Calendrier des épreuves de ski acrobatique | Calendrier des épreuves de ski acrobatique | Calendrier des épreuves de ski acrobatique | Calendrier des épreuves de ski acrobatique | Calendrier des épreuves de ski acrobatique | Calendrier des épreuves de ski acrobatique | Calendrier des épreuves de ski acrobatique | Calendrier des épreuves de ski acrobatique | Calendrier des épreuves de ski acrobatique | Calendrier des épreuves de ski acrobatique | Calendrier des épreuves de ski acrobatique | Calendrier des épreuves de ski acrobatique | Calendrier des épreuves de ski acrobatique | Calendrier des épreuves de ski acrobatique | Calendrier des épreuves de ski acrobatique |
| Février 2014                               | Février 2014                               | 6                                          | 7                                          | 8                                          | 9                                          | 10                                         | 11                                         | 12                                         | 13                                         | 14                                         | 15                                         | 16                                         | 17                                         | 18                                         | 19                                         | 20                                         | 21                                         | 22                                         | 23                                         |
| ------------------------------------------ | ------------------------------------------ | ------------------------------------------ | ------------------------------------------ | ------------------------------------------ | ------------------------------------------ | ------------------------------------------ | ------------------------------------------ | ------------------------------------------ | ------------------------------------------ | ------------------------------------------ | ------------------------------------------ | ------------------------------------------ | ------------------------------------------ | ------------------------------------------ | ------------------------------------------ | ------------------------------------------ | ------------------------------------------ | ------------------------------------------ | ------------------------------------------ |
| Hommes                                     | Sauts                                      |                                            |                                            |                                            |                                            |                                            |                                            |                                            |                                            |                                            |                                            |                                            |                                            |                                            |                                            |                                            |                                            |                                            |                                            |
| Hommes                                     | Halfpipe                                   |                                            |                                            |                                            |                                            |                                            |                                            |                                            |                                            |                                            |                                            |                                            |                                            |                                            |                                            |                                            |                                            |                                            |                                            |
| Hommes                                     | Bosses                                     |                                            |                                            |                                            |                                            |                                            |                                            |                                            |                                            |                                            |                                            |                                            |                                            |                                            |                                            |                                            |                                            |                                            |                                            |
| Hommes                                     | Slopestyle                                 |                                            |                                            |                                            |                                            |                                            |                                            |                                            |                                            |                                            |                                            |                                            |                                            |                                            |                                            |                                            |                                            |                                            |                                            |
| Hommes                                     | Ski cross                                  |                                            |                                            |                                            |                                            |                                            |                                            |                                            |                                            |                                            |                                            |                                            |                                            |                                            |                                            |                                            |                                            |                                            |                                            |
| Femmes                                     | Sauts                                      |                                            |                                            |                                            |                                            |                                            |                                            |                                            |                                            |                                            |                                            |                                            |                                            |                                            |                                            |                                            |                                            |                                            |                                            |
| Femmes                                     | Halfpipe                                   |                                            |                                            |                                            |                                            |                                            |                                            |                                            |                                            |                                            |                                            |                                            |                                            |                                            |                                            |                                            |                                            |                                            |                                            |
| Femmes                                     | Bosses                                     |                                            |                                            |                                            |                                            |                                            |                                            |                                            |                                            |                                            |                                            |                                            |                                            |                                            |                                            |                                            |                                            |                                            |                                            |
| Femmes                                     | Slopestyle                                 |                                            |                                            |                                            |                                            |                                            |                                            |                                            |                                            |                                            |                                            |                                            |                                            |                                            |                                            |                                            |                                            |                                            |                                            |
| Femmes                                     | Ski cross                                  |                                            |                                            |                                            |                                            |                                            |                                            |                                            |                                            |                                            |                                            |                                            |                                            |                                            |                                            |                                            |                                            |                                            |                                            |

|  | Jour de l'épreuve |

## Résultats

### Hommes
| Épreuve                        | Or                          | Or                          | Argent                 | Argent                 | Bronze                    | Bronze               |
| ------------------------------ | --------------------------- | --------------------------- | ---------------------- | ---------------------- | ------------------------- | -------------------- |
| Sauts résultats détaillés      | Anton Kushnir (BLR)         | 134,50                      | David Morris (AUS)     | 110,41                 | Zongyang Jia (CHN)        | 95,06                |
| Halfpipe résultats détaillés   | David Wise (USA)            | 92.00                       | Mike Riddle (CAN)      | 90.60                  | Kevin Rolland (FRA)       | 88.60                |
| Bosses résultats détaillés     | Alexandre Bilodeau (CAN)    | 26,31                       | Mikaël Kingsbury (CAN) | 24,71                  | Alexandr Smyshlyaev (RUS) | 24,34                |
| Slopestyle résultats détaillés | Joss Christensen (USA)      | 94,20                       | Gus Kenworthy (USA)    | 93,60                  | Nick Goepper (USA)        | 92,40                |
| Ski cross résultats détaillés  | Jean-Frédéric Chapuis (FRA) | Jean-Frédéric Chapuis (FRA) | Arnaud Bovolenta (FRA) | Arnaud Bovolenta (FRA) | Jonathan Midol (FRA)      | Jonathan Midol (FRA) |

### Femmes
| Épreuve                        | Or                            | Or                      | Argent                      | Argent             | Bronze               | Bronze              |
| ------------------------------ | ----------------------------- | ----------------------- | --------------------------- | ------------------ | -------------------- | ------------------- |
| Sauts résultats détaillés      | Alla Tsuper (BLR)             | 98,01                   | Xu Mengtao (CHN)            | 83,50              | Lydia Lassila (AUS)  | 72,12               |
| Halfpipe résultats détaillés   | Maddie Bowman (USA)           | 89,00                   | Marie Martinod (FRA)        | 85,40              | Ayana Onozuka (JPN)  | 83,20               |
| Bosses résultats détaillés     | Justine Dufour-Lapointe (CAN) | 22,44                   | Chloé Dufour-Lapointe (CAN) | 21,66              | Hannah Kearney (USA) | 21,49               |
| Slopestyle résultats détaillés | Dara Howell (CAN)             | 94,20                   | Devin Logan (USA)           | 85,40              | Kim Lamarre (CAN)    | 85,00               |
| Ski cross résultats détaillés  | Marielle Thompson (CAN)       | Marielle Thompson (CAN) | Kelsey Serwa (CAN)          | Kelsey Serwa (CAN) | Anna Holmlund (SWE)  | Anna Holmlund (SWE) |

## Qualification
Un total de 282 places est disponible pour les athlètes qui veulent participer aux Jeux. Un maximum de 26 athlètes peuvent être inscrits par un comité national olympique avec 14 hommes ou 14 femmes au maximum. Les épreuves ont un nombre de places alloués qui diffèrent selon la compétition.

## Tableau des médailles
| Rang  | Nation      | Or | Argent | Bronze | Total |
| ----- | ----------- | -- | ------ | ------ | ----- |
| 1     | Canada      | 4  | 4      | 1      | 9     |
| 2     | États-Unis  | 3  | 2      | 2      | 7     |
| 2     | Biélorussie | 2  | 0      | 0      | 2     |
| 4     | France      | 1  | 2      | 2      | 5     |
| 5     | Chine       | 0  | 1      | 1      | 2     |
| 5     | Australie   | 0  | 1      | 1      | 2     |
| 7     | Russie      | 0  | 0      | 1      | 1     |
| 7     | Japon       | 0  | 0      | 1      | 1     |
| 7     | Suède       | 0  | 0      | 1      | 1     |
| Total | Total       | 10 | 10     | 10     | 30    |